# Lista över SS-myndigheter
Detta är en lista över SS-myndigheter.
- SS-Hauptamt
- Reichssicherheitshauptamt
- Hauptamt Ordnungspolizei
- Chef des Persönlichen Stabes Reichsführer-SS
- SS-Wirtschafts- und Verwaltungshauptamt
- SS-Personalhauptamt
- Hauptamt SS-Gericht
- SS-Führungshauptamt
- Hauptamt Dienststelle Heißmeyer
- Stabshauptamt des Reichskommissars für die Festigung des deutschen Volkstums
- Hauptamt Volksdeutsche Mittelstelle
- SS-Rasse- und Siedlungshauptamt